# Parque eólico Jepírachi
El Parque Eólico Jepírachi fue un parque eólico ubicado en el municipio de Uribia entre las localidades de Cabo de la Vela y Puerto Bolívar, departamento de La Guajira en Colombia. Este parque eólico fue el primero de su tipo en Colombia. Contaba con 15 aerogeneradores cada uno de 1,3 MW, lo que generaba una capacidad instalada de 19,5 MW de potencia nominal. Entró en operación el 19 de abril de 2004. El 9 de octubre de 2023 dejó de operar, ya que no le era posible cumplir con las nuevas regulaciones de la Comisión de Regulación de Energía y Gas (GREG) instauradas en 2019. En noviembre de 2023 se aprobó un plan para el desmantelamiento y abandono de las instalaciones. Jepírachi en idioma wayú significa vientos provenientes del nordeste. 
La Península de La Guajira se caracteriza por estar sometida a vientos alisios prácticamente durante todo el año, lo cual permite utilizar la energía eólica disponible en la Alta Guajira. El parque eólico se registró como Mecanismo de Desarrollo Limpio (MDL) bajo la Convención Marco de las Naciones Unidas sobre el Cambio Climático.